# Bełkaczek pospolity
Bełkaczek pospolity (Corophium volutator) – gatunek niewielkiego skorupiaka, należącego do rodziny Corophiidae, z grupy obunogów.

## Opis
Ciało Corophium volutator jest smukłe, spłaszczone grzbieto-brzusznie, długości do 11 mm, białawe z brązowymi partiami. Na głowie dwie pary czułków, z których pierwsza jest mniejsza i skierowana do przodu, podczas gdy wyróżniająca się druga para jest o wiele dłuższa i grubsza. Bełkaczek pospolity posiada siedem par segmentowanych odnóży.

## Zasięg występowania i środowisko
Gatunek płytkowodny, wymaga dna z niewielką przynajmniej domieszką mułu. Ze względu na dużą tolerancję zasolenia spotykany w wodach od niemal słodkich poprzez mokradła słone po całkowicie zasolone. Występuje na podmokłych wybrzeżach północnego Atlantyku, od Skandynawii po basen Morza Śródziemnego, w tym również w Bałtyku, gdzie jest pospolity. Notowany w wielu rozproszonych lokalizacjach na wybrzeżach Wielkiej Brytanii i Irlandii. Prawdopodobnie zawleczony do zatoki Maine i zatoki Fundy w rezultacie rozwoju europejskiego osadnictwa w Ameryce.

## Cykl życiowy
Występują 1–2 pokolenia rocznie. Samice składają jaja wewnątrz torby lęgowej (marsupium). Bywają spotykane w dużym zagęszczeniu: do 60 tys. osobników na metr kwadratowy.

## Ekologia
Badania laboratoryjne wykazały, że bełkaczek pospolity żywi się okrzemkami (m.in. Cyclotella cryptica z rzędu Thalassiosirales), zarówno zawieszonymi w wodzie, jak i występującymi w osadach dennych. Badania terenowe nie przyniosły jednoznacznych wyników odnośnie do typu pobieranego pokarmu. 
Corophium volutator jest ważnym źródłem pożywienia wielu małych ryb, występujących w płytkich, przybrzeżnych wodach, jak: tomkod atlantycki (Microgadus tomcod), przydenka żebrowata (Fundulus heteroclitus), stynkowate, czy flądry oraz licznych ptaków siewkowych, jak bekasy, czy siewki. Ptaki te w zatoce Fundy żerują w dużych stadach, liczących w sumie do 2–3 mln osobników, każdy ptak zjada od 10 do 20 tysięcy bełkaczków pospolitych w trakcie jednego przypływu. Bełkaczki pospolite uważane są za gatunek kluczowy dla ekosystemu równi pływowych – nie tylko stanowią ważne źródło pokarmu dla gatunków z wyższych pięter łańcucha troficznego, ale od ich aktywności zależy, czy równie pływowe nie zostaną zarośnięte przez słonolubną roślinność. Aktywność bełkaczków (drążenie tuneli; zmniejszanie ilości mukopolisacharydów wydzielanych do osadów przez okrzemki, które sklejają ziarna osadów; zagrzebywanie propagul słonorośli) powoduje zmniejszenie zwięzłości osadów dennych, co nie sprzyja osiedlaniu się słonorośli.